# Linear energy transfer
Per linear energy transfer (LET o in italiano trasferimento lineare di energia) si intende l'energia trasferita da una radiazione ionizzante ad un materiale, per unità di distanza.
L'unità di misura più utilizzata è il keV/μm, equivalente al valore numerico della carica fondamentale espresso in zC (cioè circa 160,2 pN). Più il valore del LET è alto, più la radiazione cede energia in un breve percorso. Pertanto, una radiazione ad alto LET comporterà un maggiore danno biologico ma una minima capacità penetrativa poiché ha perso gran parte dell'energia in un breve percorso.
Il LET è definito come il modulo del gradiente dell'energia cinetica residua della radiazione primaria:
{\displaystyle F=-|\nabla E|}
Si ipotizza infatti che l'energia meccanica della radiazione si conservi fino al frenamento completo, e che quindi l'energia cinetica residua corrisponda all'energia potenziale del campo frenante del materiale, elettromagnetico o nucleare a seconda del tipo di interazione particella-materiale (ovvero considerando materia ordinaria di tipo atomico, del tipo di radiazione incidente). Le particelle alfa, beta sono radiazioni ad alto LET (presentano valori di 10-200 keV/μm per percorsi di pochi millimetri di tessuto), i raggi X e gamma sono invece a basso LET (valori che variano da 0,2 a 3 keV/μm per percorsi di molti centimetri di tessuto). Quando ci si riferisce al LET per i fotoni in realtà ci si sta riferendo al LET dei secondari carichi messi in moto da tali fotoni. 
| Energia iniziale | forza         |
| Elettrone        | Elettrone     |
| ---------------- | ------------- |
| 0,01 eV          | 2,30 keV/μm   |
| 0,1 eV           | 0,42 keV/μm   |
| 1 eV             | 0,25 keV/μm   |
| Protone          |               |
| 2 eV             | 16 keV/μm     |
| 5 eV             | 8 keV/μm      |
| 10 eV            | 4 keV/μm      |
| Neutrone         |               |
| 14 eV            | 3-30 keV/μm   |
| Ioni carbonio    |               |
| 10/250 MeV       | 170/15 keV/μm |